# 2008年北京オリンピックのアゼルバイジャン選手団
2008年北京オリンピックのアゼルバイジャン選手団（2008ねんペキンオリンピックのアゼルバイジャンせんしゅだん）は、2008年8月8日から8月24日にかけて中国の北京を主として開催された2008年北京オリンピックのアゼルバイジャン選手団、およびその競技結果。

## 概要
今大会は金メダル1個、銀メダル1個、銅メダル4個の合計6個のメダルを獲得した。

## メダル
| メダル | 選手名                 | 競技       | 種目                             |
| ------ | ---------------------- | ---------- | -------------------------------- |
| 金     | エルヌル・ママドリ     | 柔道       | 男子73kg級                       |
| 銀     | ロフシャン・バイラモフ | レスリング | 男子グレコローマンスタイル55kg級 |
| 銅     | シャヒン・イムラノフ   | ボクシング | 男子フェザー級                   |
| 銅     | ヘタグ・ガジュモフ     | レスリング | 男子フリースタイル96kg級         |
| 銅     | マリア・スタドニク     | レスリング | 女子フリースタイル48kg級         |
| 銅     | モブルド・ミラリエフ   | 柔道       | 男子100kg級                      |

## 陸上競技
- ラスラン・アバソフ：短距離
- ラミル・グリエフ：短距離

## ボクシング
- サミール・ママドフ：フライ級
- シャヒン・イムラノフ：フェザー級

## 馬術
- ジャマル・ラヒモフ：障害飛越個人

## 新体操
- アリーヤ・ガラエワ：個人
- ディナラ・ジマトバ：個人
- 女子団体
  - Anna Bitieva
  - ディナ・ゴリーナ
  - バッファ・フセイノバ
  - Valeriya Yegay
  - Anastasiya Prasolova
  - Alina Trepina

## 柔道

### 男子
- ラミル・ガシモフ：66kg以下級
- エルヌル・ママドリ：73kg以下級
- メフマン・アジゾフ：81kg以下級
- エルハン・ママドフ：90kg以下級
- モブルド・ミラリエフ：100kg以下級

### 女子
- キファヤト・ガシモワ：57kg以下級

## 射撃
- ゼムフィラ・メフタヘジノワ：クレー射撃

## 競泳

### 男子
- チュラル・アバソフ：50m自由形

### 女子
- Oksana Hatamkhanova：100m平泳ぎ

## テコンドー
- ラシャッド・アフマド：男子80kg級

## ウエイトリフティング

### 男子
- Sardar Hasanov：62kg級
- アフガン・バイラモフ：69kg級
- Turan Mirzayev：69kg級
- Intigam Zairov：77kg級
- ニザミ・パシャエフ：94kg級

## レスリング

### 男子フリースタイル
- ナミク・セブディモフ：55kg級
- ザリムハン・フセイノフ：60kg級
- エミン・アジゾフ：66kg級
- Chamsulvara Chamsulvarayev：74kg級
- ナウラス・テムレゾフ：84kg級
- ヘタグ・ガジュモフ：96kg級
- アリ・イエサフ：120kg級

### 男子グレコローマンスタイル
- ロフシャン・バイラモフ：55kg級
- ビタリー・ラヒモフ：60kg級
- ファリド・マンスロフ：66kg級
- イルガル・アブドゥロフ：74kg級
- シャルバ・ガダバーゼ：84kg級
- アントン・ボテフ：120kg級

### 女子フリースタイル
- マリヤ・スタドニク：48kg級
- エレーナ・コマーロワ：55kg級
- オレシア・ザムラ：63kg級